# KFV-regionen
KFV-regionen är en benämning på kommunerna i västra Södermanland, omfattande Katrineholms, Flens och Vingåkers kommuner. Samarbete inom regionen sker bland annat på kommunal nivå samt genom företag och föreningar.
Regionens invånarantal uppgick till 58 155 personer (2025), på en landyta om cirka 2 455 km².